# Mageochaeta malgassica
Mageochaeta malgassica är en fjärilsart som beskrevs av Sir George Hamilton Kenrick 1917. Mageochaeta malgassica ingår i släktet Mageochaeta och familjen nattflyn. Inga underarter finns listade i Catalogue of Life.